# Nicolas de Heu
Pour les articles homonymes, voir Heu.
Nicolas Collignon de Heu (c.1461 †1535) est un patricien messin de la République messine.

## Biographie
Nicolas de Heu naît vers 1461. Seigneur de Malroy, d'Ennery et de Flévy, il est aussi capitaine de Briey. Il épouse en secondes noces Marguerite de Brandebourg, fille de Godefroy (ou Godard) de Brandebourg, seigneur de Clervaux, de Marembourg, de Hech sur la Sourre. La Chronique messine relate que la noce réunit deux-mille convives et qu'il y olt grant triumphe.
Nicolas de Heu dont la famille est liée à la République messine, décède le 8 juin 1535 à Metz, à son retour d’une ambassade à Rome et d’un voyage à Jérusalem. Nicolas de Heu repose dans l’église Saint-Martin de Metz, où l’on peut lire son épitaphe.

## Alliance et descendance
De son union avec Marguerite de Brandebourg, Nicolas de Heu a plusieurs descendants:
1. Nicolas de Heu (14 novembre 1494-†1547 à Metz);
2. Robert de Heu, seigneur de Malroy qui épouse Philippe de Chévresson puis le 21 septembre 1545, Claude du Châtelet, veuve de Claude de Vienne, chambellan de l'empereur ;
3. Jean de Heu, seigneur de Montigny-lès-Metz, gouverneur de Thionville qui épouse Marguerite de Raigecourt ;
4. Gaspard de Heu, seigneur de Buy, maitre-échevin de Metz.

Nicolas, ou son fils Nicolas, transforme la chapelle Saint-Martin de Magny[réf. nécessaire].